# Spania

Spania zeleně

Spania (latinsky: Provincia Spaniae) byla provincie Byzantské říše, jež existovala v letech 552 až 624 na jihu Pyrenejského poloostrova a na Baleárských ostrovech. Byla založena císařem Justiniánem I. ve snaze obnovit západní části říše. Byzantinci provedli invazi na poloostrov na žádost šlechtice Athanagilda, jenž se vzbouřil proti vizigótskému králi Agilovi. Athanagild Agila skutečně svrhl a sám se stal vizigótským králem, nicméně jižní pobřeží musel odevzdat trvaleji Byzanci, ač s tím původně nepočítal. Počátky byzantské okupace popsal Leandro de Sevilla, který byl silně protibyzantsky zaměřen a z okupovaného území nakonec uprchl. Byzanc nicméně provincii nevěnovala velkou pozornost, chápala ji hlavně jako hráz proti gótské invazi do Afriky. Nejdůležitějšími městy byzantského Španělska byly Malaga a Cartagena, pravděpodobná místa vylodění byzantské armády. Jedno z těchto měst bylo patrně hlavním, historici se ale nemohou shodnout které. Není jasné, zda k provincii patřila i Córdoba. Provincie měla vojenského správce (Magister militum). Úředním jazykem byla latina. Povolena byla západní církev, byť vliv papeže na ni byl malý - nejvíce vlivu si vybojoval Řehoř I. Veliký. Kultura nebyla příliš ovlivněna řeckými vlivy, jak by se dalo očekávat, spíše vykazovala severoafrické inspirace. Vizigóti postupně ukrajovali byzantské území ze severu, až Byzanci zbyl jen úzký pobřežní pás. Roku 624 již Byzanc kontrolovala jen Baleáry. Ty ztratila postupně v 8. až 10. století v důsledku saracénských útoků.